# Phyllodiaptomus surinensis
Phyllodiaptomus surinensis is een eenoogkreeftjessoort uit de familie van de Diaptomidae. De wetenschappelijke naam van de soort is voor het eerst geldig gepubliceerd in 2001 door Orsri & Weera.